# Bernd von Arnim (Slawist)
Bernd Dietrich Hans von Arnim (* 8. September 1899 in Rostock; † 5. Februar 1946 in Graz) war ein deutscher Slawist.

## Leben
Von Arnim war der Sohn des  Klassischen Philologen  Hans von Arnim und seiner Ehefrau Elisabeth geb. Riese.
Arnim studierte nach dem Abitur in München bei Erich Berneker und Gerhard Gesemann sowie in Leiden bei N. van Wijk Slawistik. 1930 promovierte er an der Universität Leiden. 1932  habilitierte er sich im Fach Slawistik an der Friedrich-Wilhelms-Universität Berlin bei Max Vasmer. 1939 wurde er zum Privatdozenten ernannt und 1941 mit der Vertretung des Lehrstuhls für slawische Philologie an der  Reichsuniversität Graz betraut. Dort wurde er zum  a. o. Professor ernannt. Schließlich wurde von Arnim 1944 mit der kommissarischen Wahrnehmung eines  Ordinariats für Bulgarische Sprache am Institut für Slawistik der Universität Wien beauftragt, ohne von seinen Grazer Verpflichtungen entbunden zu werden. Noch 1945 wurde er zur Wehrmacht eingezogen.
Seine wissenschaftlichen Studien richteten sich hauptsächlich auf die bulgarische Sprache, deren geschichtliche Ausdehnung er erforschte, außerdem auf die Sprache der Proto-Bulgaren sowie die Erschließung und Erforschung der altbulgarischen Literatur. Dabei verglich er bei seinen  etymologischen Untersuchungen die Turksprachen mit dem Altbulgarischen.
An seinem Todestag wurde von Arnim in Österreich zum ordentlichen Professor ernannt.
Er war verheiratet mit Katharina Cornelia geb. van Leeuwen. Das Paar hatte drei Kinder.

## Schriften
- Studium zum altbulgarischen Psalterium Sinaiticum. 1930 (Reprint der 1.), Kraus 1968
- Beiträge zum Studium der altbulgarischen und kirchenslawischen Wortbildung und Übersetzungskunst. Akademie der Wissenschaften, Berlin 1931
- Die Schreiber des Psalterium Sinaiticum. Ijdo, Leiden 1931